# Ель-Провенсіо
Ель-Провенсіо (ісп. El Provencio) — муніципалітет в Іспанії, у складі автономної спільноти Кастилія-Ла-Манча, у провінції Куенка. Населення — 2771 особа (2010).
Муніципалітет розташований на відстані близько 150 км на південний схід від Мадрида, 85 км на південний захід від Куенки.

## Демографія
Динаміка населення (INE ):

## Галерея зображень

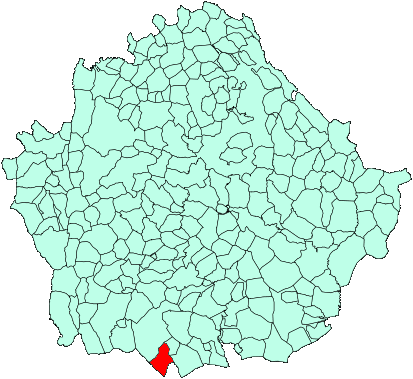
Розташування муніципалітету Ель-Провенсіо